# 薇拉·魯賓天文台
薇拉·魯賓天文台（英語：Vera C. Rubin Observatory）是由美国国家科学基金会和美国能源部科学办公室联合建立的天文台，位于智利北部，该天文台的建立可追溯至2001年提出的大口径全天巡视望远镜（缩写为LSST）。
2019年7月23日，落地该望远镜项目的天文台被命名为薇拉·魯賓，以紀念其證實了星系中有暗物质的存在。此后LSST改指为，由薇拉·魯賓天文台的核心设备：西蒙尼巡天望远镜（英語：Simonyi Survey Telescope）将执行的时空遗珍巡天项目（简写为LSST），该项目旨对南半球天空进行为期十年的系统性扫描和观测，用于研究有关宇宙结构和演化以及暗能量和暗物质等问题。
西蒙尼巡天望远镜的主镜达8.4米，并搭载有迄今為止最大的數碼相機：LSST相机，该相机重约2.8吨，大小与SUV相当，像素达32亿。
魯賓天文台於2001年被提議建造，當時名為LSST，其鏡面建造於2007年開始（使用私人資金）。 LSST隨後成為2010年天文学和天体物理学十年调查中排名最高的大型地面項目，該項目於2014年8月1日正式開始建造，當天美國国家科学基金会 (NSF) 批准了2014財年的部分建設預算（$2750萬美元）。資金來自NSF、 美國能源部 ，以及專門的國際非營利組織"LSST發現聯盟"（LSST Discovery Alliance）籌集的私人資金。營運由大学天文研究协会 (AURA) 管理。預計總建設成本約$6.8億美元。
2015年4月14日，隨著第一塊石頭的隆重奠基，現場建設正式開始。使用工程相機進行的首次對空觀測發生在2024年10月24日，而系統的開光圖像則於2025年6月23日發布。由於COVID疫情相關的進度延遲，全面的巡天勘測作業計劃於2025年晚些時候開始。數據計劃在兩年後全面公開。

## 名稱

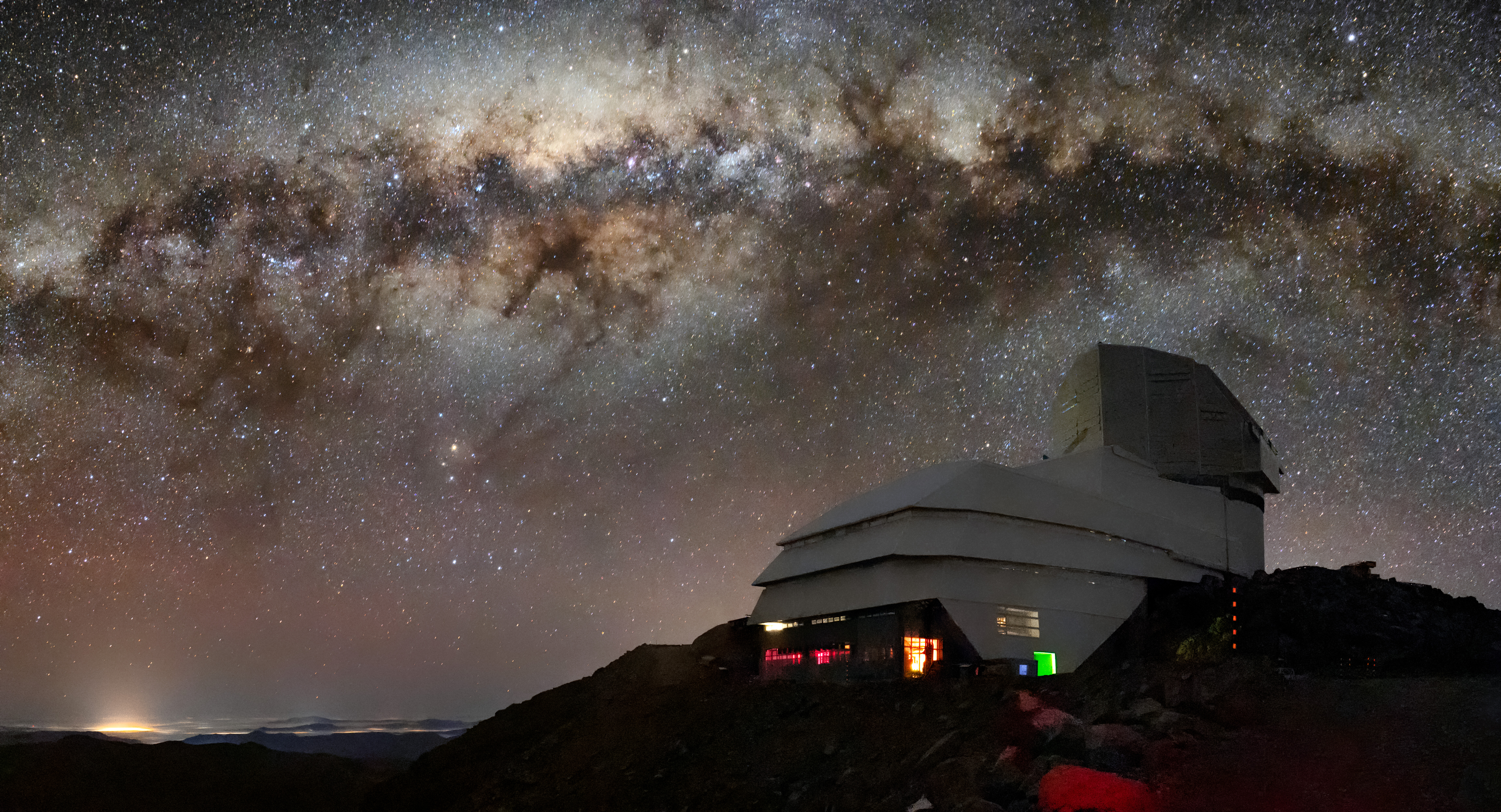
智利的薇拉·魯賓天文台與目標银河系

該望遠鏡原名為「大型同步巡天望遠鏡」（Large Synoptic Survey Telescope，LSST），其中synoptic一詞源自希臘字σύν (syn 『together「) 和 ὄψις (opsis 」view』) - 用來形容對某個主題有廣闊視野的觀測。2019年6月，在美國眾議員艾迪·伯尼斯·強森和詹妮弗·岡薩雷斯的發起下，天文台由大型同步巡天望遠鏡 (LSST) 更名為薇拉·魯賓天文台。更名於2019年12月20日制定為美國法律，並於2020年美國天文學會冬季會議上宣佈。天文台以薇拉·魯賓（Vera C. Rubin）命名。這個名字是為了紀念魯賓和她的同事們通過對數十億個星系進行時空映射和編目來探究暗物質本質的遺志。
望遠鏡本身被命名為西蒙尼巡天望遠鏡，以私人捐款人查尔斯（Charles）和丽莎·西蒙尼（Lisa Simonyi）命名。
保留LSST的首字母縮寫是為了指代該天文台將執行的巡天，即“時空遺珍巡天項目”（Legacy Survey of Space and Time），將執行巡天的攝相機稱為「LSST相機」（LSST Camera）。

## 西蒙尼巡天望远镜
薇拉·鲁宾天文台的核心天文觀測设备是西蒙尼巡天望远镜，该望远镜是一台8.4米口径、视场直径3.5度的大型综合巡天望远镜。其主要由三個部分构成：

### 望遠鏡支架
望遠鏡支架 (TMA) 負責將望遠鏡精確定位、並為觀測做好準備。
望遠鏡支架及其所在的固定墩本身就是一項龐大的工程項目。主要的技術問題在於望遠鏡必須旋转3.5度到鄰近的視场，並在4秒鐘內稳定下来。两次曝光之間允許5秒鐘的時間，但有1秒鐘是預留給鏡子和儀器的對准，剩下的4秒鐘是用于結構调整。這需要非常堅硬的固定墩和望遠鏡支架，以及非常高速的回轉和加速度（分別為10°/sec 和10°/sec2）。

### 光學元件
西蒙尼巡天望远镜的光學元件部分是由三個曲面非球面透鏡組成，其中最大的主鏡直徑达8.4米，第一副鏡口徑为3.4米，將裝置在主鏡一個大孔內的第二副鏡口徑是5米。西蒙尼巡天望远镜的視野高達直徑3.5度（9.6平方度）。相比較之下，在地球所見太陽和月球的視直徑是0.5度（0.2平方度）。再加上LSST的巨大口徑使它收集光線能力極強，光学扩展量高達319m²degree²。
主鏡上的大孔減少了35平方公尺的平方面積，因此主鏡實際集光面積相當於直徑6.68公尺鏡片（集光面積和視野的乘積得到，光学扩展量是336 m²degree²；但實際表現會因為暈影而降低）。LSST的主鏡和第二次鏡將會是單一鏡片。

### LSST相机
LSST相机的诞生，分别夺得：最大镜头与最高分辨率的数码相机这两项吉尼斯世界纪录。其镜头由美国公司Ball Aerospace及其分包商Arizona Optical Systems制造。
LSST相机集成有三个巨大的镜头，其最大的镜头直径为1.57米，另外两个镜头分别为1.2米和0.72米。这三枚镜头会收集来自西蒙尼巡天望远镜8.4米主镜的光线并聚焦至其焦平面上。其图像传感器是由189个CCD组成的阵列（每个传感器的分辨率为{\displaystyle 4096\times 4097}像素（1600萬像素），总分辨率达32亿像素）。
待正式投入使用后，其视野将达到 9.6平方度，预估该相机每晚可摄制多达15TB的图像。该相机集成有六种濾鏡，但受空间限制，相机的滤镜转盘仅能容纳五个滤镜，第六个滤镜将独立存储，并在需要时通过滤镜装载器进行替换调用。LSST相机的最佳波长范围是320至1050纳米（近紫外到近红外），将据此开展时空遗珍巡天项目：南天球{\displaystyle 2\times 10^{4}deg^{2}}天区面积的u、g、r、i、z、y共6个波段的巡天观测，该观测活动将每三天巡测一遍，并持续工作十年，其获取的数据将用于创建包含数百亿颗恒星、星系和天体的超宽、超高清、縮時攝影的宇宙记录，专家将据此研究暗物质和暗能量、太阳系天体、时域天文和银河系等。
因為要考慮到望遠鏡穩定性、不良氣候等不利因素；LSST相機每年要拍攝超過人員所能分析的超過20萬張影像，相當於高達1.28Petabyte未經過壓縮的資料量。針對望遠鏡產生的大量資料，有效的管理和高效率資料探勘預期是該計畫的其中一個科技上的難題。部分來自LSST的資料（最多30 TB）將可被Google作為及時互動式星圖之用。

#### 工程测试相机（英語：ComCam）
ComCam是LSST相机的缩小版，用于代替LSST相机先期与望远镜结合以便展开工程测试，该相机拥有九个CCD传感器，总分辨率为1.44亿像素。2024年10月24日至12月11日的七周时间里，试验团队共获取了约1.6万张曝光照片，以测试薇拉·魯賓天文台的软/硬件系统以及网络。此后，LSST相机会安装在西蒙尼巡天望远镜以取代ComCam，以完成为期十年的时空遗珍巡天项目。

## 历史
LSST计划于2001年提出。2006年，LSST项目选址于智利北部科金博大区的帕穹山的伊爾佩恩峰（El Peñón），海拔2682公尺，就位在雙子星天文台和南方天文物理研究望遠鏡的旁邊。2007年，项目开始由私人资金资助建造。2008年1月，電腦軟體界的兩位大富豪，查尔斯·西蒙尼和比爾·蓋茲分別捐贈两千万美金和一千万美金給LSST計畫，据此该望远镜被命名为西蒙尼巡天望远镜。2007年11月，亚利桑那大学斯图尔德天文台鏡面實驗室成功製成西蒙尼巡天望远镜的鏡片模具，並在2008年3月開始鑄造，后于2008年9月初宣佈其鏡胚是「完美的」。

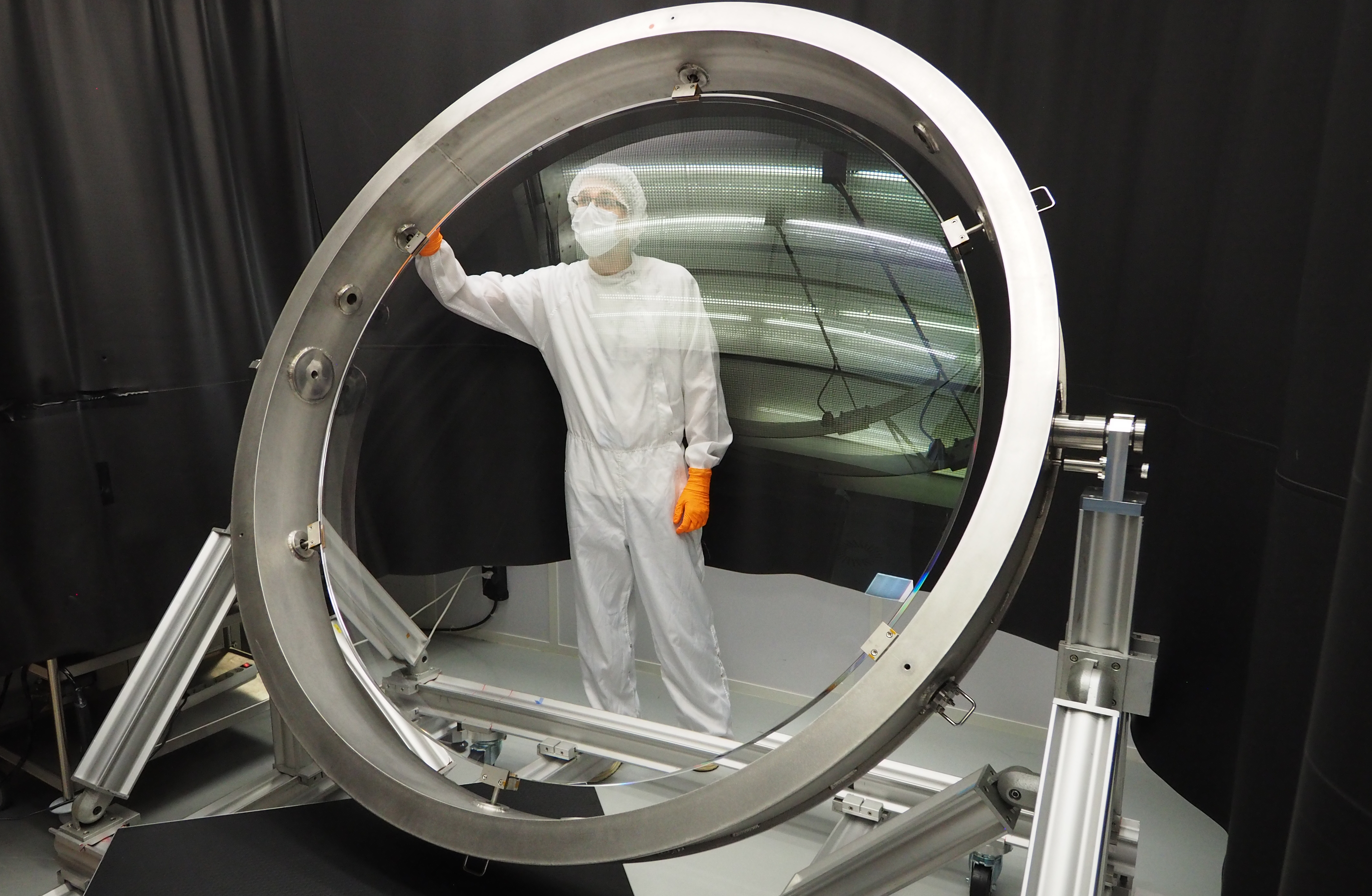
天文台的L1鏡頭，2018年

從魯賓天文台首次發佈的影像，三葉星雲和礁湖星雲

LSST曾是2010年天文学和天体物理学十年调查中排名最高的大型地面項目。2014年8月1日，国家科学基金会批给该项目$2,750萬美元的建築預算，宣告该项目正式開始。2015年4月14日，奠基仪式启动，该项目正式开工。项目预算达$6.75亿美元。
2019年，负责设计LSST相机镜头与滤镜制造的美国勞倫斯利佛摩國家實驗室完工了LSST相机的三枚镜头，送至SLAC國家加速器實驗室。同年6月，美国众议院科学、空间和技术委员会主席艾迪·伯尼斯·強森和国会女议员詹妮弗·岡薩雷斯发起了重新命名天文台的倡议，并于2019年12月20日颁布成为法律。2020年1月，美国国家科学基金会主任France Córdova在美国天文学会冬季会议上宣布，为表彰薇拉·魯賓在暗物质方面的贡献，将前大口径全天巡视望远镜（LSST）更名为薇拉·魯賓天文台，使其成为美国第一座以女性天文学家命名的国家天文台。
2021年10月，勞倫斯利佛摩國家實驗室将其生产的LSST相机最后一块滤镜运抵美国SLAC國家加速器實驗室，交由其完成LSST相机剩余部分。2024年5月，LSST相机从美国运抵智利。计划于2025年初，将LSST相机安装于西蒙尼巡天望远镜上。
完整儀器解析的第一批光子已於2025年4月15日偵測到，在儀器調整聚焦為点状之前，這些光子最初呈現為環狀。2025年6月23日，全套望遠鏡和相機組合的第一張圖像被發布。第一批預告圖片是三葉星雲和礁湖星雲的合成圖片，以及室女座星系團中眾多星系的廣域視圖摘錄室女座星團的影像是在五月初分四個晚上拍攝的。早期的影像顯示有超過2000顆新的小行星。由於有來自28個國家的人員參與了儀器的調試工作，因此在六大洲都舉行了發佈會的觀測會。

## 图像数据处理
在考慮到維護、惡劣天氣和其他突發事件的情況下，相機預計每年拍攝超過200,000張照片（未壓縮的資料量為1.28 PB），遠遠超過人類所能審視的數量。管理並有效分析望遠鏡的龐大輸出預計將是該專案在技術上最困難的部分。2010年，最初的電腦需求預估為100 teraflops的運算能力和15 petabytes的儲存空間，並隨著專案收集資料而增加。到2018年，估計已上升到250 teraflops和100 petabytes的儲存空間。
影像拍攝完成後，會依據三種不同的時標來處理，即時（60 秒內）、每日及每年。
薇拉·魯賓天文台每晚都会产生约20TB的数据并生成多达一千万条警报。有学者据此开发了Fink系统，该系统通过机器学习的方式，自动分析数据并进行分类、自动判断千新星、變星或Ia超新星等。学者可根据选定的过滤器对大量警报数据集进行排序，以供其快速找到有用的数据。
LSST軟體管道均以開源軟體的形式發佈在GitHub上，軟體的定期發布記錄在LSST科學管道頁面上。

## 科學目標

著名光學望遠鏡主鏡面積比較，點選影像可看大圖。

薇拉·魯賓天文台的主任务将覆盖南半球天空中约18,000平方度的区域。它将使用6个不同波段的滤光片，平均对每个天空区域进行约825次观察。在r-波段的极限星等（5σ）预计为24.5（单次曝光）和27.8（堆叠全部曝光后）。 
主任务将占用约90%的观测时间，剩余的 10% 将用于提高特定目标和地区的覆盖率。这包括非常深（r 波段极限星等~ 26）的观测、非常短的重访时间（大约一分钟间隔）、对黄道、银河面、大小麦哲伦星云等“特殊”区域的观测，以及COSMOS和钱德拉望远镜南部深空巡天等多波长巡天详细覆盖的区域。 这些特别项目加起来将使总面积增加到约 25,000平方度。
薇拉·魯賓天文台的科學目標包括：
- 通过观测弱引力透镜、重子声学振荡和Ia型超新星来研究暗能量和暗物质，尤其是高红移范围。 [65]
- 绘制太阳系内小天体地图，特别是近地小行星和柯伊伯带天体。 薇拉·魯賓天文台预计将使已编目的天体数量增加10到100倍。[66]它还将有助于寻找假想存在的第九行星。[67][68][69]
- 探测新星、超新星、伽马射线爆发、类星体活动和引力透镜等瞬态天文事件，并提供及时的事件通知以便于后续跟进观测。
- 绘制银河系地图。

由于其广阔的视野和灵敏度，薇拉·魯賓天文台有望成为探测LIGO和其他引力波天文台探测到的引力波事件的光学对应物的最佳仪器之一。 
因為LSST將會產生大量資料，也可能有其他意外發現。
美国国会已委托NASA对90%直径大于140米的近地轨道小行星进行探测和分类。据估计，鲁宾天文台本身能够探测到62%的此类天体，而根据美国国家科学院的说法，将其调查时间从10年延长至12年将是完成这项任务最具成本效益的方式。 
鲁宾天文台有一个教育和公众宣传 (EPO) 计划。鲁宾天文台EPO将服务于四类主要用户：普通公众、正规教育工作者、公民科学首席研究员以及非正式科学教育机构的内容开发者。鲁宾天文台将与Zooniverse合作开展多项公民科学项目。 

## 圖庫

### 觀測
- 視頻從2個星系開始，縮小至顯示約1,000萬個星系，結合魯賓天文台拍攝的1100多張影像 (0m58s)[77]
- 三裂星雲（上）和礁湖星雲的視頻，結合了魯賓天文台的678幅圖像(1分鐘)[78]

薇拉·魯賓天文台觀察室女座星團的一小部分
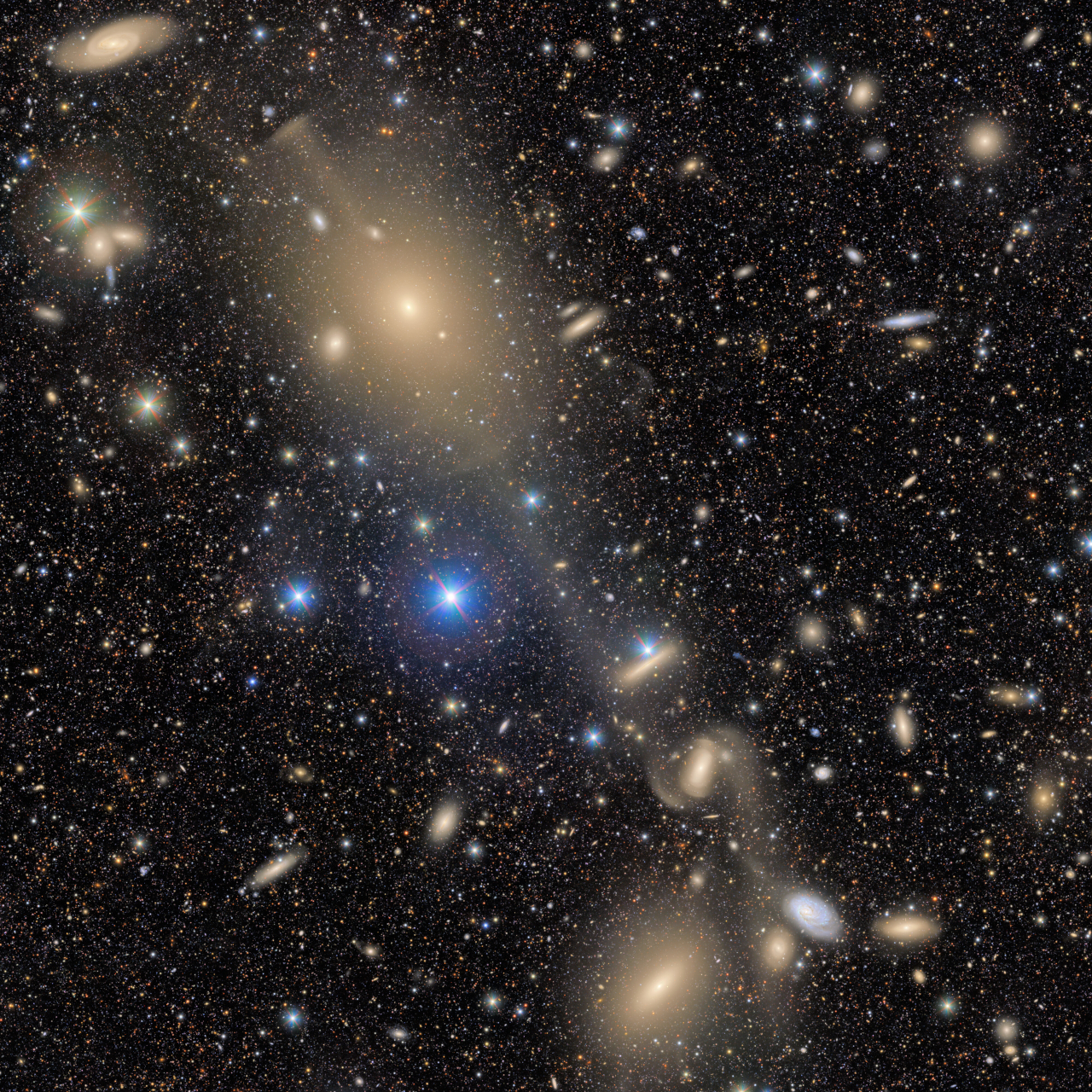
NGC 4261是圖像上方的大橢圓星系。
4個在魯賓天文台的三裂星雲和礁湖星雲圖片中發現的天體範例
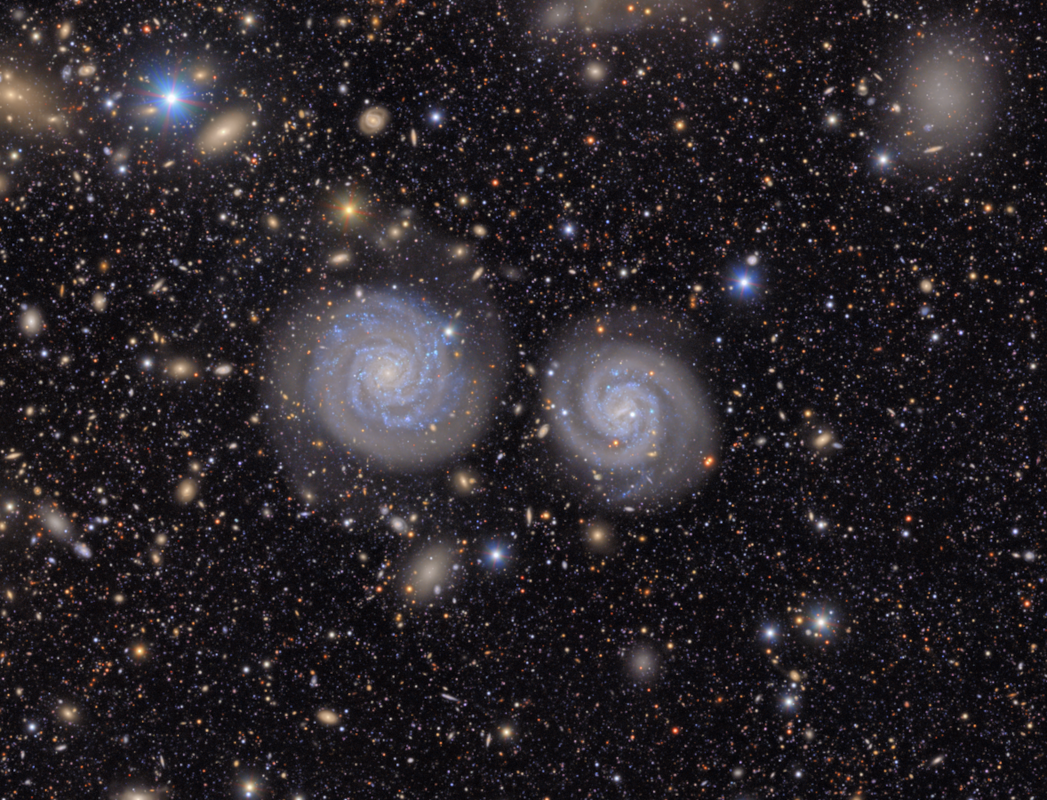
螺旋星系NGC411b (左) 和NCG 4111a (右) 取自「宇宙百寶箱」（The Cosmic Treasure Chest）
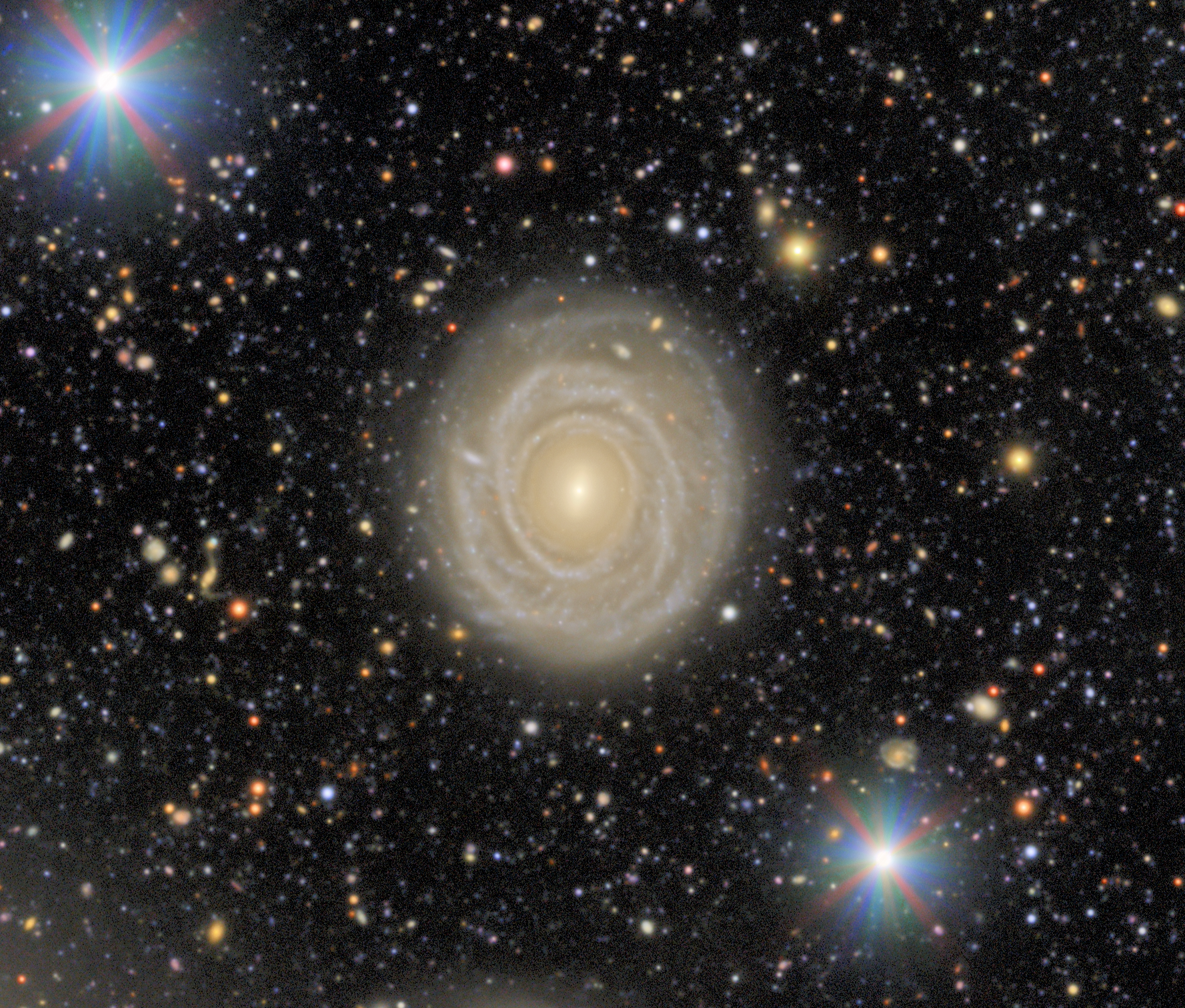
NGC 4326 由薇拉·魯賓天文台拍攝
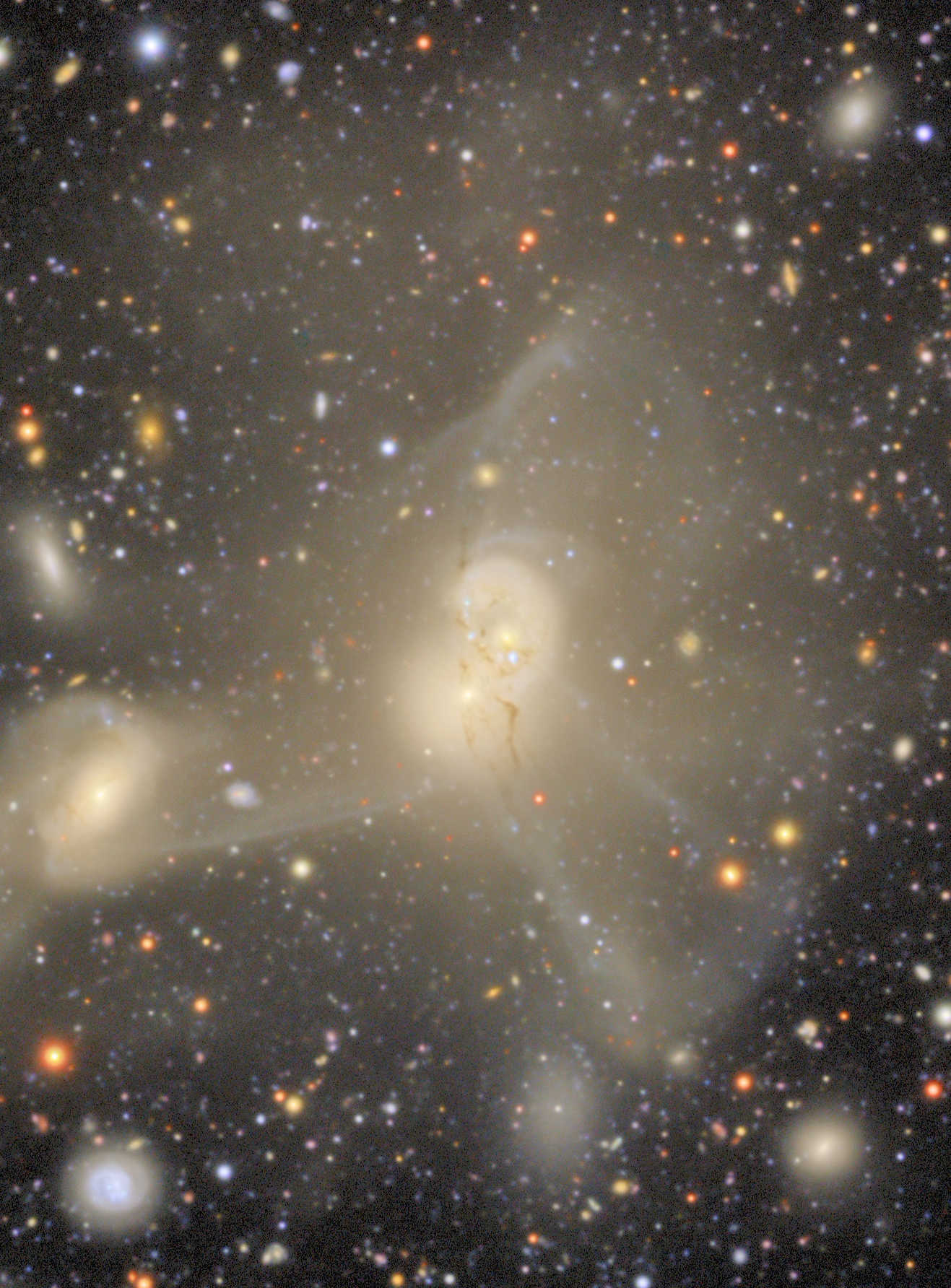
NGC 4410 由薇拉·魯賓天文台拍攝

### 天文台

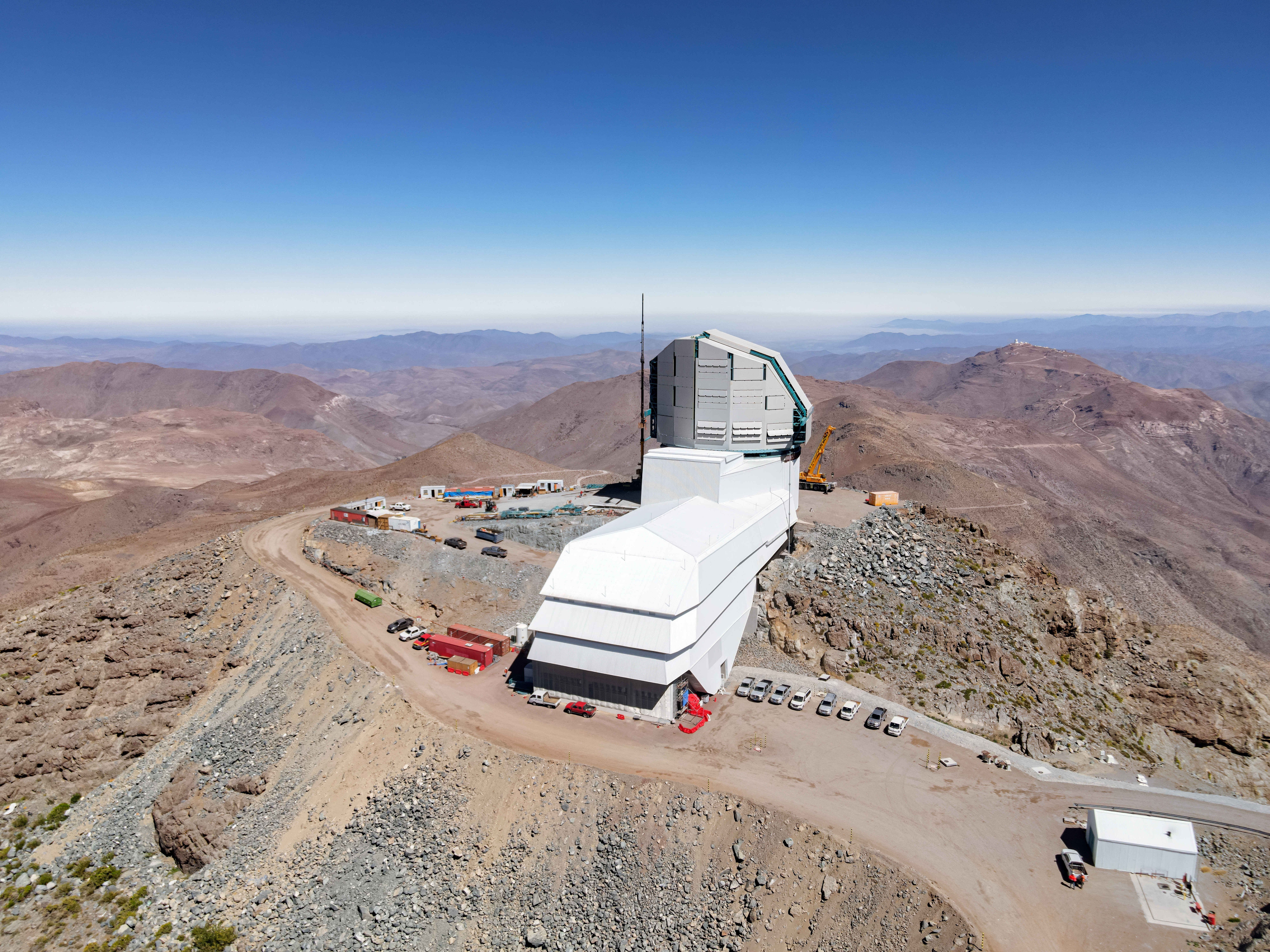
帕瓊峰（Cerro Pachón）的晴朗天空
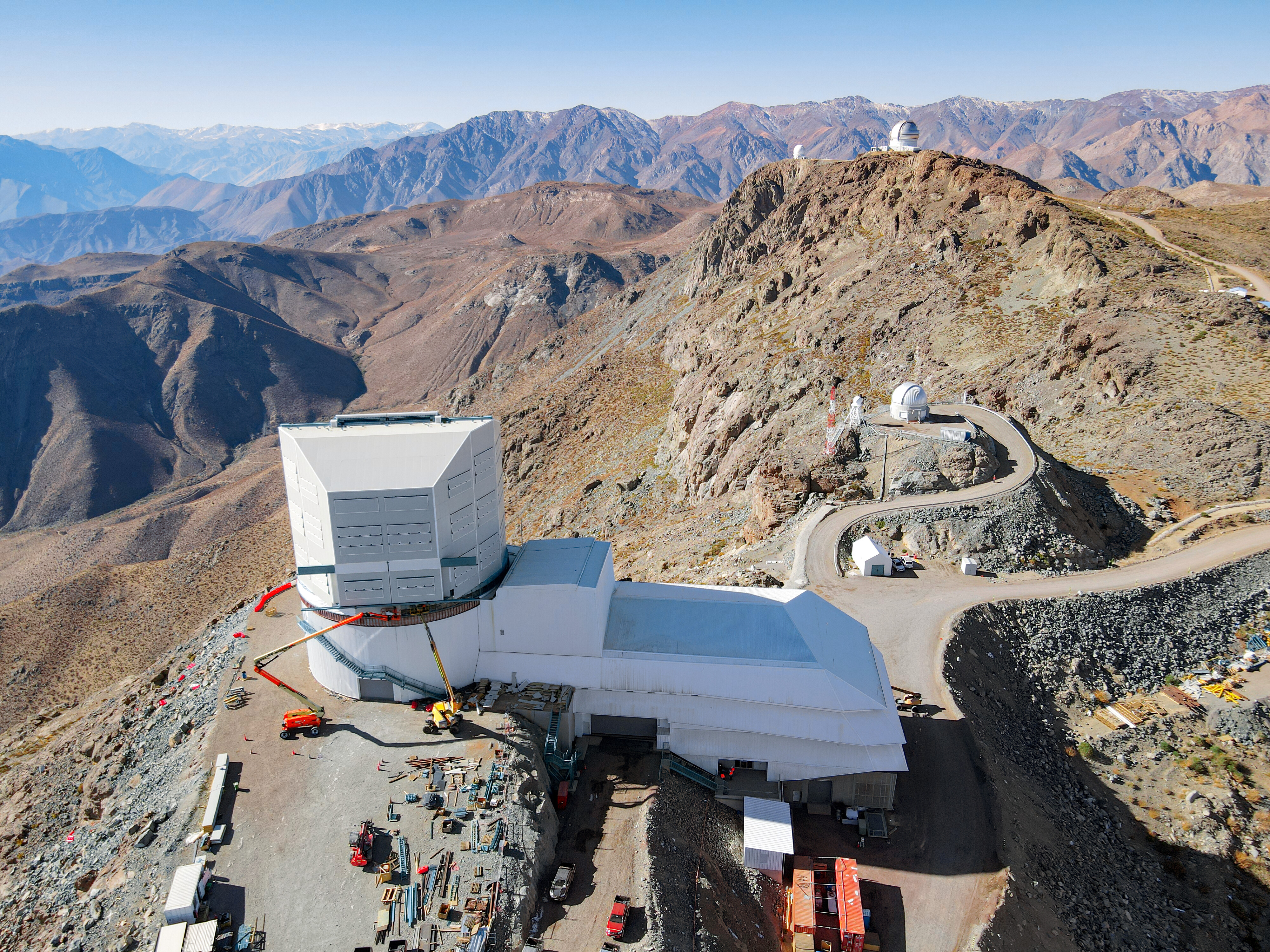
建造中的薇拉·魯賓天文台
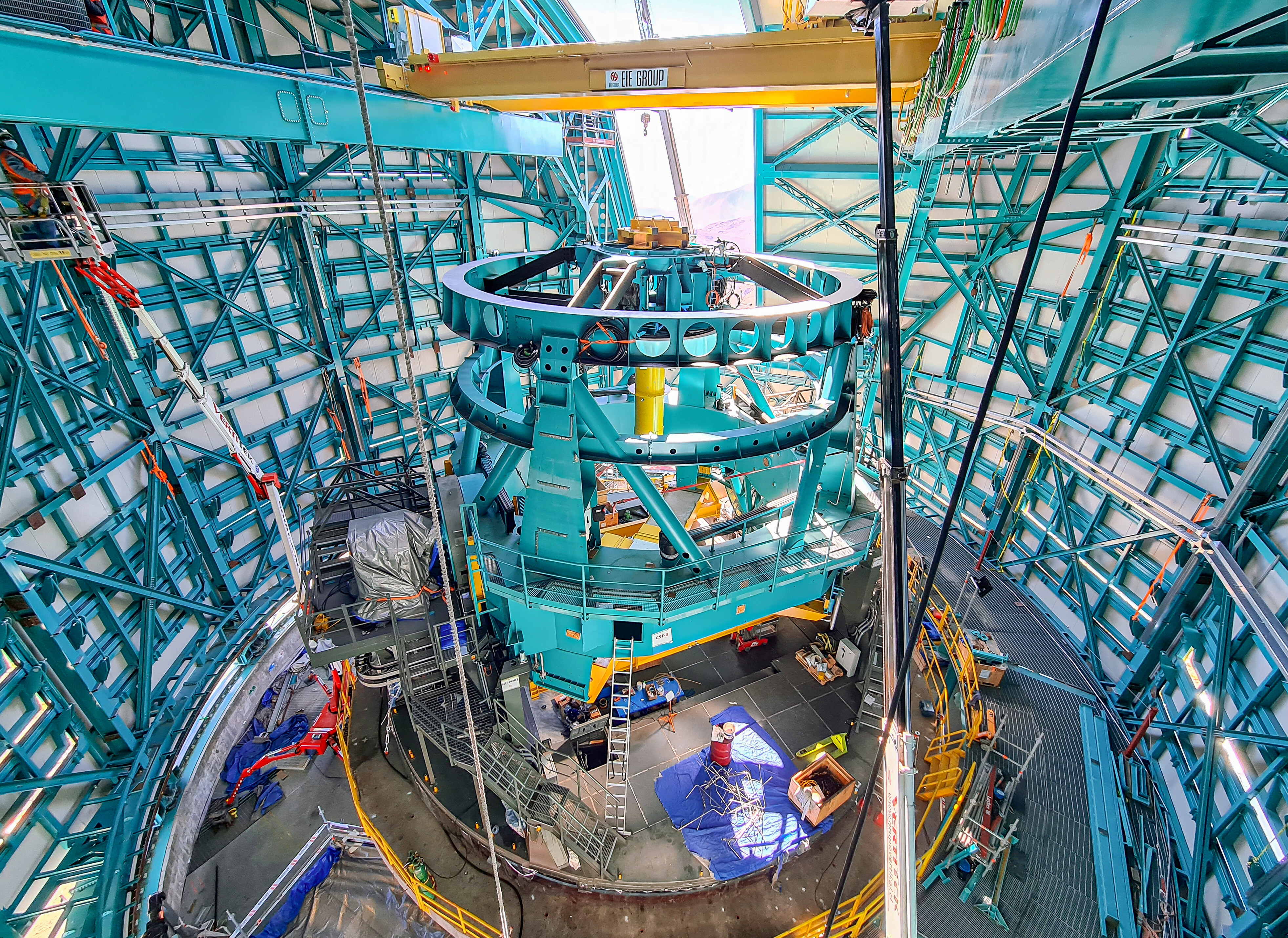
望遠鏡支架組件，在橋式起重機安裝期間從圓頂拍攝
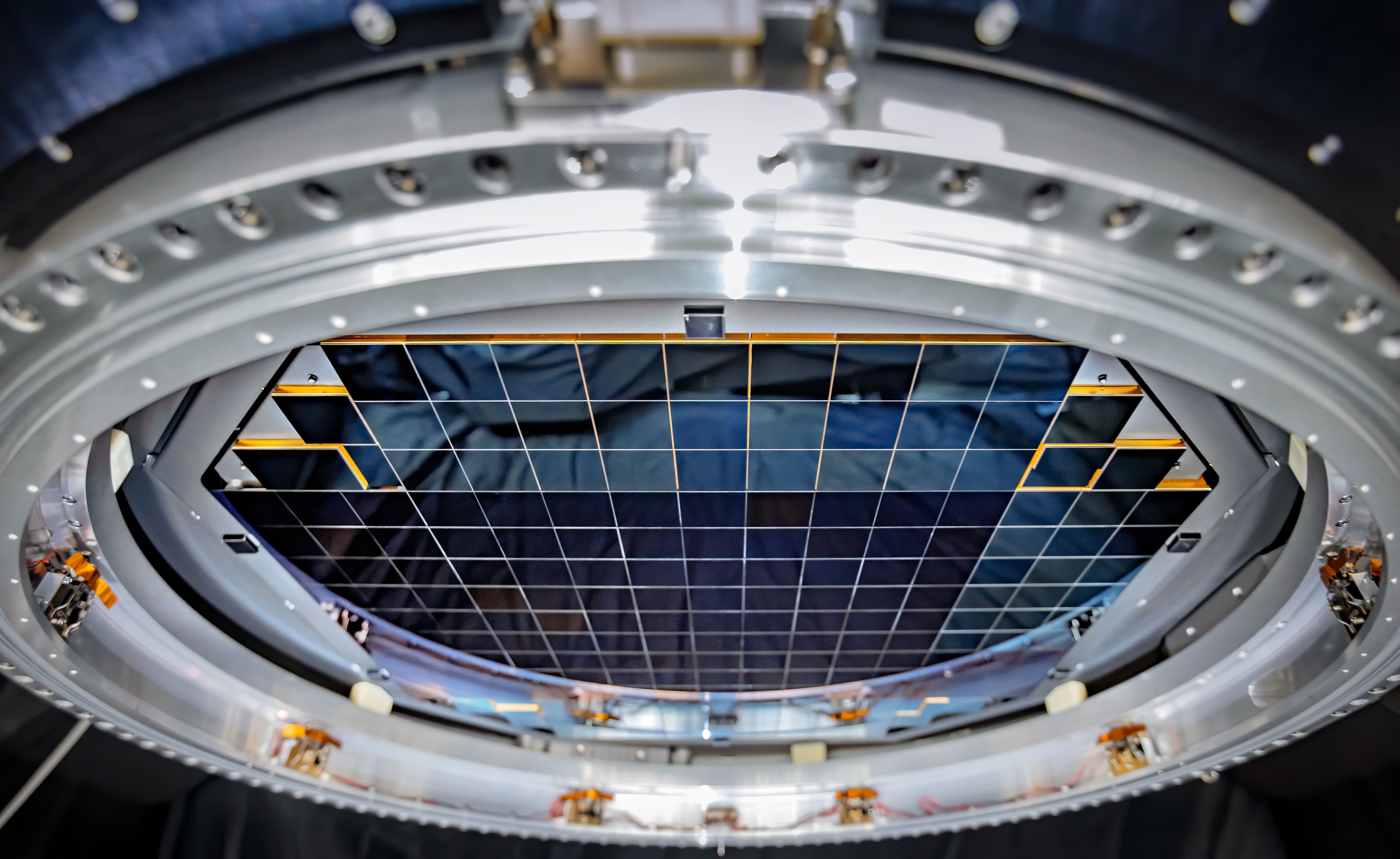
魯賓天文台攝影機的焦平面 – 寬60 cm（2英尺），擁有189個CCD感應器，可產生32亿像素的影像
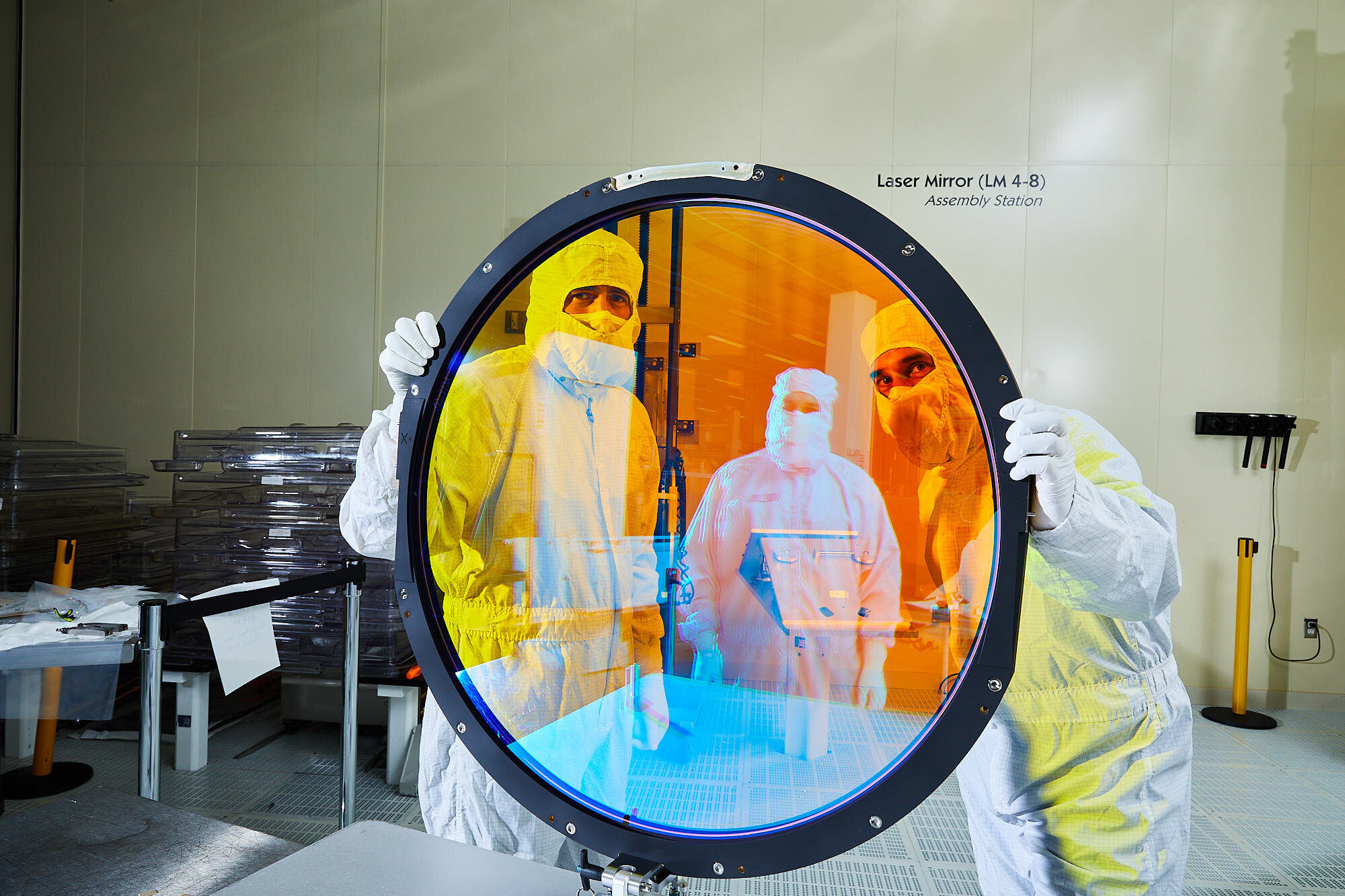
光學工程師贾斯汀·沃尔夫（Justin Wolfe）（左）和西蒙·科恩（Simon Cohen） 與薇拉·魯賓天文台相機上的r濾光片
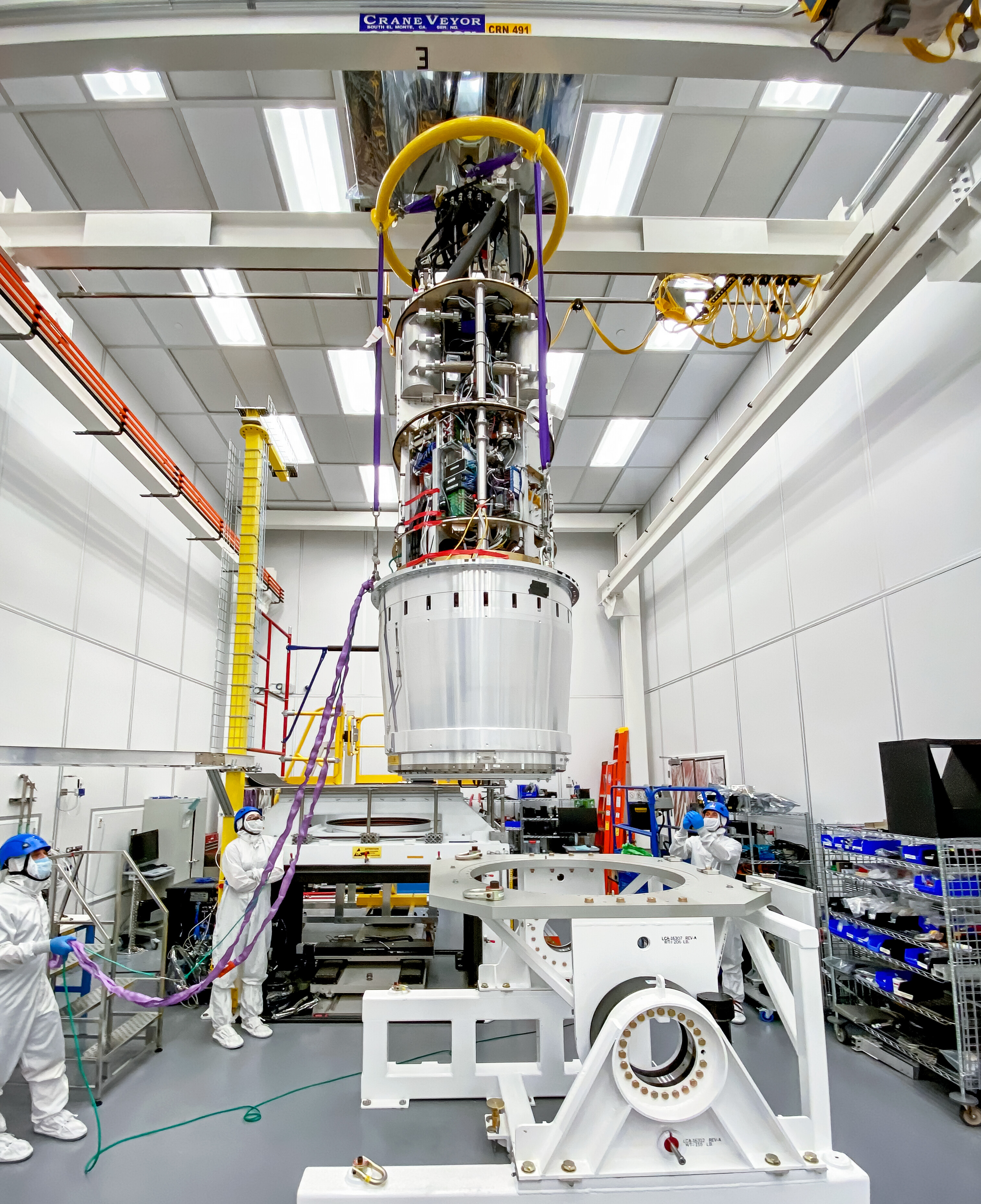
薇拉·魯賓天文台相機利用兩種冷卻系統將溫度降至零度以下
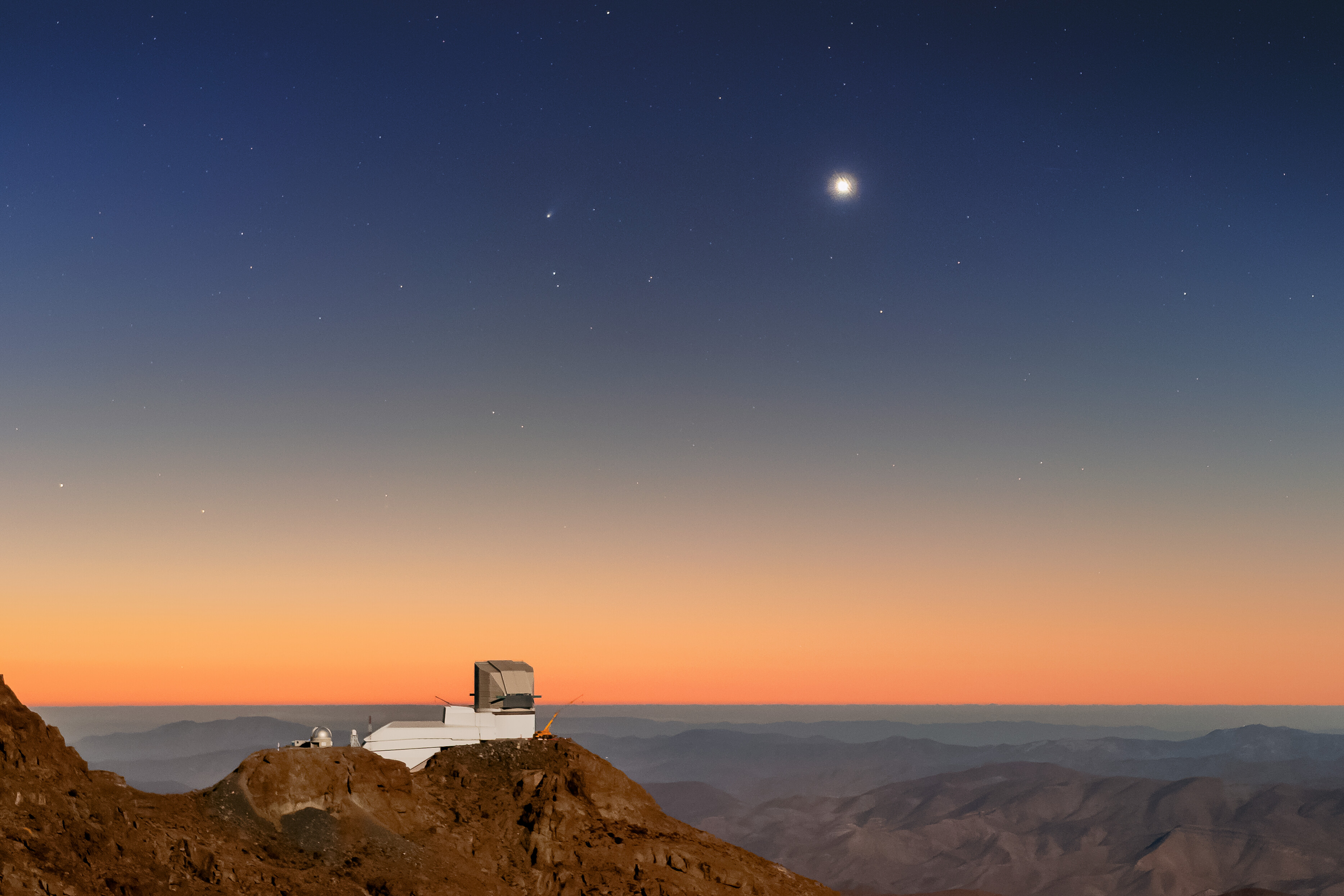
倫納德彗星、魯賓天文台、金星和各種恆星
薇拉·魯賓天文台上空的夜光，地平線上可以看到一簇簇明亮的人造灯光，使天空變得更亮。

## 外部連結
- LSST官网（英文）
- 官方网站（英文）
- 薇拉·魯賓天文台的Facebook專頁
- YouTube上的薇拉·魯賓天文台頻道
- LSST项目的介绍论文（2018年5月23日版）（英文）
- 可筛选薇拉·魯賓天文台警报数据流的Fink系统 （页面存档备份，存于）